# Édgar Valdez Villarreal
Édgar Valdez Villarreal (Laredo, Texas, Estados Unidos; 11 de agosto de 1973), alias «La Barbie», es un exnarcotraficante mexicano-estadounidense y exteniente de alto rango del Cártel de los Beltrán Leyva. Valdez está cumpliendo una condena de 49 años de prisión en la Penitenciaría USP Coleman II, localizado en el Condado de Sumter, Florida. Conocido por haber sido sanguinario, cruel y temerario y uno de los protagonistas de la sangrienta guerra entre los carteles de la droga en México.
Valdez trabajó durante varios años como lugarteniente del cártel junto a su sobrino Fernando Valdez, antes de ascender a una posición de liderazgo en un escuadrón de cumplimiento llamado Los Negros.

Tras la muerte del jefe del cártel Arturo Beltrán Leyva a finales de 2009, Valdez libró una prolongada guerra de bandas por el control del cártel que resultó en más de 150 muertes. Empleó técnicas como la tortura grabada en vídeo y la decapitación.
El 30 de agosto de 2010, fue arrestado por la Policía Federal Mexicana en una casa rural cerca de la Ciudad de México. Su organización, conocida como Los Negros, colapsó en 2011.
Estaba previsto que cumpliera una condena de 49 años en la USP Coleman II, una prisión federal estadounidense de alta seguridad localizado cerca de la localidad de Wildwood, Florida. A partir de noviembre de 2022, ya no figura bajo la custodia de la Oficina Federal de Prisiones de Estados Unidos, aunque se ha informado de que esto se debió a determinadas circunstancias relacionadas con "razones de seguridad o privacidad"."

## Inicios
Nacido en Laredo, Texas, concurrió a la United High School, donde recibió, por parte de su entrenador de Fútbol Americano, el apodo de La Barbie (debido a su piel blanca, cabello rubio y ojos claros parentesco al Ken Carson de la muñeca Barbie).

El primer arresto de Valdez llegó a los  19 años en Texas; fue detenido y acusado de homicidio por negligencia criminal al presuntamente atropellar a un consejero de la escuela media con su camioneta. Se convirtió en un traficante de marihuana en las calles de Laredo, cuando aun concurría a la escuela secundaria. Valdez Villarreal, rechazó la oferta de su padre para financiar una educación universitaria con el fin de centrarse en su negocio, y pronto fue acusado por cargos de distribución de marihuana. Huyó a México para evitar su captura, donde se unió a los hermanos Beltrán Leyva socios por ese entonces de Joaquin "El Chapo" Guzman, en la federación de Sinaloa, rápidamente ascendió en el escalafón debido a sus conexiones en los Estados Unidos, su capacidad para reclutar policías, militares, etc. para que se pongan al servicio de la organización y su amistad con Marcos Arturo Beltrán-Leyva, alias "el barbas" jefe de dicho cartel quien fue abatido por la policía el 16 de diciembre de 2009.
Colaboró tanto con la DEA como con el FBI mientras trabajaba como narcotraficante.
Reportes de la DEA agregan que a finales de 2004, "La Barbie" inició una lucha por el control de la plaza contra el grupo de "Los Zetas", exbrazo armado del Cártel del Golfo. En especial, por la plaza de Nuevo Laredo, territorio fronterizo en el cual se dan 7 mil cruces diarios hacia Estados Unidos de acuerdo con datos de la PGR, y sólo el 10 por ciento puede ser revisado. Esto convierte al lugar en uno de los más deseados por los traficantes y tratantes de personas después de Tijuana-San Diego, zona fronteriza en la que cruzan hasta 50 mil vehículos por día. 
Los informes de inteligencia afirman que "La Barbie" se convirtió en una pieza clave en las batallas que inició "El Chapo" Guzmán contra "Los Zetas", el cerco protector del cártel del Golfo. También libró una dura pelea por el control de el puerto de Acapulco esta con grandes éxitos.

## Grupo criminal "Los Negros"
Los Negros fue el principal brazo armado del Cártel de los Beltrán Leyva, aunque el grupo supuestamente estaba controlado directamente por Valdez, solía estar supervisado por el cártel. 
Según informes de medios mexicanos, poco después de la muerte del líder del cártel Arturo Beltrán Leyva el 16 de diciembre de 2009, Valdez comenzó a disputar el liderazgo del cártel y su territorio; en 2010 una facción estaba liderada por Valdez y Gerardo Álvarez-Vázquez, mientras que la otra estaba liderada por el hermano de Arturo Héctor Beltrán Leyva y su lugarteniente Sergio Villarreal Barragán. El 22 de agosto de 2010, se encontraron cuatro cuerpos decapitados colgando de un puente en Cuernavaca, junto con un mensaje que advertía de un destino similar a cualquiera que ayudara a Valdez, además de que los cuerpos fueron baleados después de ser abandonados. Ambos bandos emplearon tácticas destinadas a intimidar a otros grupos criminales; Más de 150 muertes están supuestamente vinculadas a la disputa.
Los informes del gobierno de los EE. UU. afirman que se sabe que Los Negros emplean pandillas locales como la MS-13 y la Mafia mexicana, para llevar a cabo asesinatos y otras actividades ilegales.
Su zona de operaciones comenzó en Tamaulipas, y más tarde amplió su influencia a Nuevo León y los estados de Coahuila. También se ha podido observar sus operaciones en San Luis Potosí, Veracruz, Michoacán, Guerrero, Zacatecas, Morelos y Sonora.

## Conexión con el caso Cabañas
La madrugada del 25 de enero de 2010, el jugador  Salvador Cabañas fue herido de un disparo en la cabeza al encontrarse con su esposa en un bar de la Ciudad de México, denominado Bar "Bar". Esa misma mañana fue intervenido quirúrgicamente, informándose que su estado de salud era grave y estable. En tanto, la Procuraduría de Justicia del D.F., por medio de la grabación de una cámara de circuito cerrado, identificó a José Jorge Balderas Garza alias "Jesús el JJ" o “El Modelo” como su atacante. Además detuvo a tres personas por resistencia de particulares. Según propias declaraciones de "La Barbie", fue él mismo quien, después de regañar a JJ por dicha acción, lo resguardó de una futura captura policial, debido a la amistad que tienen, colocándolo en una de sus "oficinas" en Atizapán, quedando totalmente desacreditada la versión de un atentado ideológicamente perpetrado por Valdez Villarreal.

## Conexión con organizaciones criminales israelís
Benjamín Yeshurun Sutchi asesinado en México por el Cártel Jalisco Nueva Generación junto a un acompañante en la plaza comercial Platz en julio de 2019, Sutchi, un conocido narcotraficante israelí y un actor importante en el negocio internacional de la cocaína, era buscado por la Interpol y era uno de los mejores amigos de Edgar Valdez Villarreal. El fiscal general de México dijo que entre 2001 y 2005, Sutchi construyó un imperio criminal basado en el narcotráfico, los secuestros y los casinos, trabajando con la propia Mafia mexicana. En una redada, la policía encontró fotos que mostraban a Sutchi junto con su amigo Valdez en Sinaloa.

## Cargos y acusaciones
La policía mexicana había estado buscando a Valdez desde que en 2002 se le imputaron dos cargos de conspiración con la intención de distribuir marihuana. En su investigación, la policía allanó las casas que había alquilado y encontró granadas, rifles de asalto y uniformes de policía. En mayo de 2009, las autoridades mexicanas lo incluyeron en la lista de los 24 narcotraficantes más buscados y ofrecieron una recompensa de 30 millones de pesos (2,3 millones de dólares) por información que condujera a su captura. Valdez se declaró inocente y publicó un anuncio en el periódico local de Monterrey, El Norte, describiéndose como: "un hombre de negocios legítimo que se había visto obligado a abandonar Nuevo Laredo y mudarse al estado vecino de Coahuila porque estaba siendo acosado por oficiales de policía locales para que le pagaran sobornos".
En junio de 2010, Valdez fue acusado en un tribunal estadounidense por tráfico de miles de kilogramos de cocaína desde México a Estados Unidos entre 2004 y 2006. Las autoridades mexicanas afirman que Valdez introducía en Estados Unidos alrededor de una tonelada de cocaína al mes.
 En 2009, el Departamento de Justicia ofreció una recompensa de 2 millones de dólares por información que condujera a su captura.

## Detención
El 30 de agosto de 2010, fue arrestado por la Policía Federal en una casa de campo ubicada en Cañada de Alferes, cercana al poblado de Salazar.
En un video publicado por la policía federal el 1 de septiembre de 2010, se puede ver a Valdez contándoles a sus interrogadores cómo contrabandeaba drogas desde Panamá a los EE. UU. y transportaba dinero en efectivo desde los EE. UU. de regreso a México escondido en remolques. Dijo que gastó $200,000 para hacer una película basada en su vida; Sin embargo, decidió no estrenar la película porque podría revelar demasiada información sobre él.
La Barbie, además de enfrentar varias acusaciones por narcotráfico y homicidio en México, es requerido por el gobierno de los Estados Unidos para enfrentar tres procesos por distribución de droga.
Su suegro Carlos Montemayor González y presuntamente su sucesor en la estructura del cartel fue detenido en la Ciudad de México el martes 23 de noviembre de 2010.
Su abogado estadounidense dijo a The New York Times que Valdez niega todos los cargos en su contra y que la confesión en video fue hecha bajo coacción. En noviembre de 2010, México inició su proceso de extradición a los EE. UU.
En octubre de 2011 se dio a conocer que Édgar Valdez Villareal está en huelga de hambre desde el 26 de septiembre del mismo año, en protesta por la supuesta forma en la que es tratado. La Barbie denunció las condiciones en las que se encuentra dentro del Centro Federal de Readaptación Social n.º 1, donde está confinado en una pequeña celda y sin oportunidades de ejercitarse.
Para el 27 de noviembre de 2012, con ayuda de su abogado, entregan al Grupo Reforma (diarios El Norte, Reforma, Mural)
una carta, la cual es dada a conocer y publicada al día siguiente, en donde hace declaraciones fuertes "... En 2010, el presidente Felipe Calderón convocó a los líderes de los carteles de las drogas del país para cerrar un acuerdo con todas las fracciones de la delincuencia organizada...", además de comentar que, por su negación a tener nexos con otros carteles, dicho presidente ordenó su ejecución, más solamente se logró su aprehensión.
Expone que Genaro García Luna, entre otros funcionarios públicos, recibieron dinero por parte de él y del narcotráfico desde 2002.
El 11 de junio de 2018 fue dictada la sentencia a Valdez Villareal, que incluye una condena de 49 años un mes y 192 millones de dólares.

## Extradición
El 30 de septiembre de 2015, Valdez Villarreal fue extraditado a Estados Unidos junto con otros 12 criminales, incluido el ex líder de alto rango del Cártel del Golfo Jorge Eduardo Costilla Sánchez. En junio de 2018 fue sentenciado a 49 años en una prisión federal de Estados Unidos. En noviembre de 2022, Borderland Beat informó que Valdez Villarreal ya no estaba bajo custodia de la Oficina de Prisiones. Después de que el Gobierno de México lo presionara el 30 de noviembre de 2022 sobre por qué Valdez Villarreal ya no figuraba bajo custodia de la prisión federal, la Oficina de Prisiones Federales de Estados Unidos afirmó que "no proporcionamos información específica sobre el estado de los reclusos que no están bajo la custodia de la BOP por razones de seguridad o privacidad", pero también que "los reclusos que anteriormente estaban bajo custodia de la BOP y que no han completado su sentencia pueden estar fuera de la custodia de la BOP por un período de tiempo para audiencias judiciales, tratamiento médico o por otras razones".  El presidente mexicano Andrés Manuel López Obrador hizo referencia a la historia de Borderland Beat, afirmando en una conferencia de prensa que creía que Borderland Beat recibió la información a través de una filtración.

## En la cultura popular
Un personaje basado libremente en Valdez Villarreal, llamado "La muñeca", apareció en la serie de televisión de 2017 "El Chapo".

### Supuesta película
En 2011, Legendary Pictures adquirió los derechos para filmar American Drug Lord,una película sobre Valdez basada en un artículo de la revista Rolling Stone. Charlie Hunnam, quien es mejor conocido por su papel como Jax Teller en el drama policial televisivo Sons of Anarchy, está programado para interpretar al personaje del crimen. En enero de 2016 se reveló que desde 2013 el controvertido actor estadounidense Armie Hammer contactó a la familia del infame líder del cártel "La Barbie" (Valdez-Villarreal) y obtuvo los derechos para filmar la historia de vida del capo de la droga.